# 100 meter för damer i friidrott vid olympiska sommarspelen 2004

## Medaljörer
| Event     | Guld                        | Guld  | Silver              | Silver | Brons                     | Brons |
| 100 meter | Julija Nestsjarenka Belarus | 10,93 | Lauryn Williams USA | 10,96  | Veronica Campbell Jamaica | 10,97 |

## Förkortningar
Alla tider visas i sekunder.

- Q innebär avancemang utifrån placering i heatet.
- q innebär avancemang utifrån total placering.
- DNS innebär att personen inte startade.
- DNF innebär att personen inte fullföljde.
- DQ innebär diskvalificering.
- NR innebär nationellt rekord.
- OR innebär olympiskt rekord.
- WR innebär världsrekord.
- WJR innebär världsrekord för juniorer
- AR innebär världsdelsrekord (area record)
- PB innebär personligt rekord.
- SB innebär säsongsbästa.
- Tang innebär tangerat.

## Resultat

### Försöksheat
Från de åtta kvalheaten gick de tre först placerade i varje heat samt de åtta bästa tiderna bland övriga tävlande till kvartsfinal.

#### Omgång 1
Heat 1
| Placering | Idrottare              | Tid   | Kval. |
| --------- | ---------------------- | ----- | ----- |
| 1         | Aleen Bailey (JAM)     | 11,20 | Q     |
| 2         | Véronique Mang (FRA)   | 11.24 | Q     |
| 3         | Debbie Ferguson (BAH)  | 11.30 | Q     |
| 4         | Mercy Nku (NGR)        | 11.37 | q     |
| 5         | Liliana Allen (MEX)    | 11.42 | q     |
| 6         | Geraldine Pillay (RSA) | 11.44 |       |
| 7         | Tit Linda Sou (CAM)    | 13.47 |       |
| 8         | Katura Marae (VAN)     | 13.49 |       |

Heat 2
| Placering | Idrottare                 | Tid   | Kval. |
| --------- | ------------------------- | ----- | ----- |
| 1         | Julija Nestsjarenka (BLR) | 10,94 | Q     |
| 2         | Merlene Ottey (SLO)       | 11.14 | Q     |
| 3         | Larisa Kruglova (RUS)     | 11.23 | Q     |
| 4         | Guzel Chubbieva (UZB)     | 11.31 | q     |
| 5         | Rakia Al Gassra (BRN)     | 11.49 |       |
| 6         | Winneth Dube (ZIM)        | 11.56 |       |
| 7         | Evangeleen Ikelap (FSM)   | 13.50 |       |
| 8         | Danah Al Nasrallah (KUW)  | 13.92 |       |

Heat 3
| Placering | Idrottare                   | Tid   | Kval. |
| --------- | --------------------------- | ----- | ----- |
| 1         | Lauryn Williams (USA)       | 11,16 | Q     |
| 2         | Irina Chabarova (RUS)       | 11.32 | Q     |
| 3         | Fana Ashby (TRI)            | 11.43 | Q     |
| 4         | Affoué Amandine Allou (CIV) | 11.46 |       |
| 5         | Melisa Murillo (COL)        | 11.67 |       |
| 6         | Jelena Bobrovskaja (KGZ)    | 11.76 |       |
| 7         | Ngerak Florencio (PLW)      | 12.76 |       |
| 8         | Aminata Kamissoko (MTN)     | 13.49 |       |

Heat 4
| Placering | Idrottare                     | Tid   | Kval. |
| --------- | ----------------------------- | ----- | ----- |
| 1         | Julija Tabakova (RUS)         | 11,22 | Q     |
| 2         | Sherone Simpson (JAM)         | 11.27 | Q     |
| 3         | Chandra Sturrup (BAH)         | 11.37 | Q     |
| 4         | Bettina Müller (AUT)          | 11.39 | q     |
| 5         | Johanna Manninen (FIN)        | 11.45 |       |
| 6         | Sina Schielke (GER)           | 11.46 |       |
| 7         | Kaitinano Mwemweata (KIR)     | 13.07 |       |
| 8         | Philaylack Sackpraseuth (LAO) | 13.42 |       |

Heat 5
| Placering | Idrottare                  | Tid      | Kval. |
| --------- | -------------------------- | -------- | ----- |
| 1         | LaTasha Colander (USA)     | 11,31    | Q     |
| 2         | Endurance Ojokolo (NGR)    | 11.36    | Q     |
| 3         | Natasha Mayers (VIN)       | 11.45    | Q     |
| 4         | Tetjana Tkalitj (UKR)      | 11.58    |       |
| 5         | Basma Al Eshosh (JOR)      | 12.09 NR |       |
| 6         | Aleksandra Vojnevska (MKD) | 12.15    |       |
| 7         | Li Xuemei (CHN)            | 12.21    |       |
| 8         | Jenny Keni (SOL)           | 12.76    |       |

Heat 6
| Placering | Idrottare                | Tid      | Kval. |
| --------- | ------------------------ | -------- | ----- |
| 1         | Veronica Campbell (JAM)  | 11,17    | Q     |
| 2         | Zjanna Block (UKR)       | 11.27    | Q     |
| 3         | Gail Devers (USA)        | 11.29    | Q     |
| 4         | LaVerne Jones (ISV)      | 11.38    | q     |
| 5         | Agne Eggerth (LTU)       | 11.44    |       |
| 6         | Heather Samuel (ANT)     | 12.05    |       |
| 7         | Robina Muqim Yaar (AFG)  | 14.14 NR |       |
| 8         | Fartun Abukar Omar (SOM) | 14.29 PB |       |

Heat 7
| Placering | Idrottare                       | Tid   | Kval. |
| --------- | ------------------------------- | ----- | ----- |
| 1         | Vida Anim (GHA)                 | 11,14 | Q     |
| 2         | Christine Arron (FRA)           | 11.14 | Q     |
| 3         | Kim Gevaert (BEL)               | 11.18 | Q     |
| 4         | Karin Mayr-Krifka (AUT)         | 11.40 | q     |
| 5         | Rosemar Maria Coelho Neto (BRA) | 11.43 | q     |
| 6         | Mae Koime (PNG)                 | 12.00 |       |
| 7         | Hawanatu Bangura (SLE)          | 12.11 |       |
| 8         | Alaa Jassim (IRQ)               | 12.70 |       |

Heat 8
| Placering | Idrottare                        | Tid   | Kval. |
| --------- | -------------------------------- | ----- | ----- |
| 1         | Ivet Lalova (BUL)                | 11,16 | Q     |
| 2         | Abi Oyepitan (GBR)               | 11.23 | Q     |
| 3         | Ljubov Perepelova (UZB)          | 11.30 | Q     |
| 4         | Delphine Bertille Atangana (CMR) | 11.40 | q     |
| 5         | Viktorija Kovijreva (KAZ)        | 11.62 |       |
| 6         | Marine Ghazarjan (ARM)           | 12.29 |       |
| 7         | Carol Mokola (ZAM)               | 12.35 |       |

#### Omgång 2
Omgång 2 genomfördes i 4 heat. Från varje heat kvalificerade sig till semifinaler de tre bästa. Dessutom kvalificerade sig de fyra bästa tiderna bland övriga deltagare.
Heat 1
| Placering | Idrottare               | Tid   | Kval. |
| --------- | ----------------------- | ----- | ----- |
| 1         | Christine Arron (FRA)   | 11,10 | Q     |
| 2         | Veronica Campbell (JAM) | 11.18 | Q     |
| 3         | Abi Oyepitan (GBR)      | 11.28 | Q     |
| 4         | Gail Devers (USA)       | 11.31 | q     |
| 5         | Irina Chabarova (RUS)   | 11.32 |       |
| 6         | LaVerne Jones (ISV)     | 11.44 |       |
| 7         | Chandra Sturrup (BAH)   | 11.46 |       |
| 8         | Delphine Bertille (CMR) | 11.60 |       |

Heat 2
| Placering | Idrottare               | Tid   | Kval. |
| --------- | ----------------------- | ----- | ----- |
| 1         | Lauryn Williams (USA)   | 11,03 | Q     |
| 2         | Ivet Lalova (BUL)       | 11.09 | Q     |
| 3         | Debbie Ferguson (BAH)   | 11.16 | Q     |
| 4         | Ljubov Perepelova (UZB) | 11.26 | q     |
| 5         | Zjanna Block (UKR)      | 11.27 | q     |
| 6         | Véronique Mang (FRA)    | 11.39 |       |
| 7         | Bettina Müller (AUT)    | 11.50 |       |
| 8         | Karin Mayr-Krifka (AUT) | 11.55 |       |

Heat 3
| Placering | Idrottare             | Tid   | Kval. |
| --------- | --------------------- | ----- | ----- |
| 1         | Sherone Simpson (JAM) | 11,09 | Q     |
| 2         | Aleen Bailey (JAM)    | 11.12 | Q     |
| 3         | Merlene Ottey (SLO)   | 11.24 | Q     |
| 4         | Larisa Kruglova (RUS) | 11.36 |       |
| 5         | Mercy Nku (NGR)       | 11.39 |       |
| 6         | Liliana Allen (MEX)   | 11.52 |       |
| 7         | Fana Ashby (TRI)      | 11.54 |       |
| 8         | Vida Anim (GHA)       | DNF   |       |

Heat 4
| Placering | Idrottare                       | Tid   | Kval. |
| --------- | ------------------------------- | ----- | ----- |
| 1         | Julija Nestsjarenka (BLR)       | 10,99 | Q     |
| 2         | Kim Gevaert (BEL)               | 11.17 | Q     |
| 3         | LaTasha Colander (USA)          | 11.20 | Q     |
| 4         | Julija Tabakova (RUS)           | 11.25 | q     |
| 5         | Endurance Ojokolo (NGR)         | 11.35 |       |
| 6         | Guzel Chubbieva (UZB)           | 11.35 |       |
| 7         | Rosemar Maria Coelho Neto (BRA) | 11.45 |       |
| —         | Natasha Mayers (VIN)            | DNS   |       |

### Semifinaler
Till finalen kvalificerade sig de fyra bästa från varje heat.
Heat 1
| Placering | Idrottare                 | Tid      | Kval. |
| --------- | ------------------------- | -------- | ----- |
| 1         | Julija Nestsjarenka (BLR) | 10,92 NR | Q     |
| 2         | Veronica Campbell (JAM)   | 10.93 PB | Q     |
| 3         | Ivet Lalova (BUL)         | 11.04    | Q     |
| 4         | Debbie Ferguson (BAH)     | 11.04 SB | Q     |
| 5         | Abi Oyepitan (GBR)        | 11.18    |       |
| 6         | Christine Arron (FRA)     | 11.21    |       |
| 7         | Gail Devers (USA)         | 11.22    |       |
| 8         | Julija Tabakova (RUS)     | 11.25    |       |

Heat 2
| Placering | Idrottare               | Tid      | Kval. |
| --------- | ----------------------- | -------- | ----- |
| 1         | Lauryn Williams (USA)   | 11,01    | Q     |
| 2         | Sherone Simpson (JAM)   | 11.03    | Q     |
| 3         | Aleen Bailey (JAM)      | 11.13    | Q     |
| 4         | LaTasha Colander (USA)  | 11.18    | Q     |
| 5         | Merlene Ottey (SLO)     | 11.21    |       |
| 6         | Zjanna Block (UKR)      | 11.23 SB |       |
| 7         | Kim Gevaert (BEL)       | 11.40    |       |
| 8         | Ljubov Perepelova (UZB) | 11.40    |       |

### Final
Hölls den 21 augusti 2004.
| Placering | Idrottare                 | Tid      |
| --------- | ------------------------- | -------- |
| 1         | Julija Nestsjarenka (BLR) | 10,93    |
| 2         | Lauryn Williams (USA)     | 10,96 PB |
| 3         | Veronica Campbell (JAM)   | 10,97    |
| 4         | Ivet Lalova (BUL)         | 11,00    |
| 5         | Aleen Bailey (JAM)        | 11,05    |
| 6         | Sherone Simpson (JAM)     | 11,07    |
| 7         | Debbie Ferguson (BAH)     | 11,16    |
| 8         | LaTasha Colander (USA)    | 11,18    |

## Tidigare OS- och VM-mästarinnor

### OS
- 1928 i Amsterdam: Elizabeth Robinson, USA – 12,2
- 1932 i Los Angeles: Stella Walasiewicz, Polen – 11,9
- 1936 i Berlin: Helen Stephens, USA – 11,5
- 1948 i London: Fanny Blankers-Koen, Nederländerna – 12,0
- 1952 i Helsingfors: Marjorie Jackson, Australien – 11,5
- 1956 i Melbourne: Betty Cuthbert, Australien – 11,5
- 1960 i Rom: Wilma Rudolph, USA – 11,0 (medvind)
- 1964 i Tokyo: Wyomia Tyus, USA – 11,4
- 1968 i Mexico City: Wyomia Tyus, USA – 11,0
- 1972 i München: Renate Stecher, DDR – 11,07
- 1976 i Montréal: Annegret Richter, Västtyskland – 11,08
- 1980 i Moskva: Ludmilla Kondrateva, Sovjetunionen – 11,06
- 1984 i Los Angeles: Evelyn Ashford, USA – 10,97
- 1988 i Seoul: Florence Griffith-Joyner, USA – 10,54 (medvind)
- 1992 i Barcelona: Gail Devers, USA – 10,82
- 1996 i Atlanta: Gail Devers, USA – 10,94
- 2000 i Sydney: Marion Jones, USA – 10,75 DSQ

### VM
- 1983 i Helsingfors: Marlies Göhr, DDR – 10,97
- 1987 i Rom: Silke Möller, DDR – 10,90
- 1991 i Tokyo: Katrin Krabbe, Tyskland – 10,99
- 1993 i Stuttgart: Gail Devers, USA – 10,82
- 1995 i Göteborg: Gwen Torrence, USA – 10,85
- 1997 i Aten: Marion Jones, USA – 10,83
- 1999 i Sevilla: Marion Jones, USA – 10,70
- 2001 i Edmonton: Zjanna Block, Ukraina – 10,82
- 2003 i Paris: Torri Edwards, USA – 10,93